# Greatest Hits (album, Queen)
Greatest Hits je kompilacijski album z največjimi uspešnicami skupine Queen, ki je prvič izšel 26. oktobra 1981 v Združenem kraljestvu. Vsebuje najbolj prodajane single od njihove prve uvrstitve na lestvice s »Seven Seas of Rhye« leta 1974 do hita »Flash« iz leta 1980, na nekaterih izdajah pa je vključen tudi hit »Under Pressure« z Davidom Bowiejem iz leta 1981. Album nima enotne sestave ali naslovnice, izdan je bil namreč na več ozemljih, skladbe pa so bile vključene glede na to, kateri singli so izšli na katerem ozemlju in kateri so bili uspešni.

## Odziv
Ob izidu je Greatest Hits postal takojšnja uspešnica, uvrstil se je na prvo mesto britanske lestvice albumov in se tam obdržal štiri tedne. Skupno je bil na lestvici 700 tednov, s šestimi milijoni prodanih izvodov pa je najbolje prodajan album vseh časov v Združenem kraljestvu. Uspešen je bil tudi v Združenih državah, kjer je prejel osemkratno platinasto certifikacijo, skupno pa je s 25 milijoni prodanih izvodov tudi eden najbolje prodajanih albumov vseh časov na svetu.

## Seznam skladb
| Britanska izdaja iz leta 1981 (Parlophone) in 2011 (Island) S fotografijo skupine na naslovnici Prva stran | Britanska izdaja iz leta 1981 (Parlophone) in 2011 (Island) S fotografijo skupine na naslovnici Prva stran | Britanska izdaja iz leta 1981 (Parlophone) in 2011 (Island) S fotografijo skupine na naslovnici Prva stran | Britanska izdaja iz leta 1981 (Parlophone) in 2011 (Island) S fotografijo skupine na naslovnici Prva stran |
| Št. | Naslov | Pisec | Dolžina |
| --- | --- | --- | --- |
| 1. | „Bohemian Rhapsody‟ (z albuma A Night at the Opera, 1975)                                                  | Freddie Mercury                                                                                            | 5:57 |
| 2. | „Another One Bites the Dust‟ (z albuma The Game, 1980)                                                     | John Deacon                                                                                                | 3:36 |
| 3. | „Killer Queen‟ (z albuma Sheer Heart Attack, 1974)                                                         | Mercury | 2:57 |
| 4. | „Fat Bottomed Girls‟ (single različica, z albuma Jazz, 1978)                                               | Brian May                                                                                                  | 3:22 |
| 5. | „Bicycle Race‟ (z albuma Jazz, 1978)                                                                       | Mercury | 3:01 |
| 6. | „You're My Best Friend‟ (z albuma A Night at the Opera, 1975)                                              | Deacon | 2:52 |
| 7. | „Don't Stop Me Now‟ (z albuma Jazz, 1978)                                                                  | Mercury | 3:29 |
| 8. | „Save Me‟ (single različica, z albuma The Game, 1980, samo na izdaji leta 1981)                            | May | 3:48 |

| Druga stran     | Druga stran                                                        | Druga stran     | Druga stran |
| Št.             | Naslov                                                             | Pisec           | Dolžina     |
| --------------- | ------------------------------------------------------------------ | --------------- | ----------- |
| 9.              | „Crazy Little Thing Called Love‟ (z albuma The Game, 1980)         | Mercury         | 2:42        |
| 10.             | „Somebody to Love‟ (z albuma A Day at the Races, 1976)             | Mercury         | 4:56        |
| 11.             | „Now I'm Here‟ (z albuma Sheer Heart Attack, 1974)                 | May             | 4:10        |
| 12.             | „Good Old-Fashioned Lover Boy‟ (z albuma A Day at the Races, 1976) | Mercury         | 2:54        |
| 13.             | „Play the Game‟ (z albuma The Game, 1980)                          | Mercury         | 3:33        |
| 14.             | „Flash‟ (single različica, z albuma Flash Gordon, 1980)            | May             | 2:48        |
| 15.             | „Seven Seas of Rhye‟ (z albuma Queen II, 1974)                     | Mercury         | 2:47        |
| 16.             | „We Will Rock You‟ (z albuma News of the World, 1977)              | May             | 2:01        |
| 17.             | „We Are the Champions‟ (z albuma News of the World, 1977)          | Mercury         | 3:00        |
| Skupna dolžina: | Skupna dolžina:                                                    | Skupna dolžina: | 57:20       |

| Ameriška in kanadska izdaja (1981) | Ameriška in kanadska izdaja (1981)                                            | Ameriška in kanadska izdaja (1981) | Ameriška in kanadska izdaja (1981) |
| Št.                                | Naslov                                                                        | Pisec                              | Dolžina                            |
| ---------------------------------- | ----------------------------------------------------------------------------- | ---------------------------------- | ---------------------------------- |
| 1.                                 | „Another One Bites the Dust‟                                                  |                                    | 3:37                               |
| 2.                                 | „Bohemian Rhapsody‟                                                           |                                    | 5:58                               |
| 3.                                 | „Crazy Little Thing Called Love‟                                              |                                    | 2:44                               |
| 4.                                 | „Killer Queen‟                                                                |                                    | 3:02                               |
| 5.                                 | „Fat Bottomed Girls‟                                                          |                                    | 3:23                               |
| 6.                                 | „Bicycle Race‟                                                                |                                    | 3:01                               |
| 7.                                 | „Under Pressure‟ (kasneje vključena na album Hot Space, 1982)                 | Queen, David Bowie                 | 4:05                               |
| 8.                                 | „We Will Rock You‟                                                            |                                    | 2:02                               |
| 9.                                 | „We Are the Champions‟                                                        |                                    | 3:01                               |
| 10.                                | „Flash‟                                                                       |                                    | 2:49                               |
| 11.                                | „Somebody to Love‟                                                            |                                    | 4:58                               |
| 12.                                | „You're My Best Friend‟                                                       |                                    | 2:52                               |
| 13.                                | „Keep Yourself Alive‟ (single različica v formatu mono, z albuma Queen, 1973) | May                                | 3:32                               |
| 14.                                | „Play the Game‟                                                               |                                    | 3:30                               |
| Skupna dolžina:                    | Skupna dolžina:                                                               | Skupna dolžina:                    | 47:58                              |

| Japonska izdaja (1981) | Japonska izdaja (1981)                                                | Japonska izdaja (1981) | Japonska izdaja (1981) |
| Št.                    | Naslov                                                                | Pisec                  | Dolžina                |
| ---------------------- | --------------------------------------------------------------------- | ---------------------- | ---------------------- |
| 1.                     | „Bohemian Rhapsody‟                                                   |                        | 5:55                   |
| 2.                     | „Another One Bites the Dust‟                                          |                        | 3:33                   |
| 3.                     | „Killer Queen‟                                                        |                        | 3:00                   |
| 4.                     | „Fat Bottomed Girls‟                                                  |                        | 3:22                   |
| 5.                     | „Good Old-Fashioned Lover Boy‟                                        |                        | 2:32                   |
| 6.                     | „Don't Stop Me Now‟                                                   |                        | 3:28                   |
| 7.                     | „Save Me‟                                                             |                        | 3:48                   |
| 8.                     | „Under Pressure‟                                                      |                        | 4:05                   |
| 9.                     | „Crazy Little Thing Called Love‟                                      |                        | 2:42                   |
| 10.                    | „Somebody to Love‟                                                    |                        | 4:55                   |
| 11.                    | „Now I'm Here‟                                                        |                        | 4:15                   |
| 12.                    | „Teo Torriatte‟ (single različica, z albuma A Day At The Races, 1976) | May                    | 5:00                   |
| 13.                    | „You're My Best Friend‟                                               |                        | 2:50                   |
| 14.                    | „Play the Game‟                                                       |                        | 3:28                   |
| 15.                    | „Flash's Theme A.K.A. Flash‟                                          |                        | 2:47                   |
| 16.                    | „We Will Rock You‟                                                    |                        | 2:00                   |
| 17.                    | „We Are the Champions‟                                                |                        | 2:58                   |
| Skupna dolžina:        | Skupna dolžina:                                                       | Skupna dolžina:        | 60:37                  |

| Ameriška izdaja iz leta 1992 (Hollywood Records) Rdeča naslovnica z grbom Queen. | Ameriška izdaja iz leta 1992 (Hollywood Records) Rdeča naslovnica z grbom Queen. | Ameriška izdaja iz leta 1992 (Hollywood Records) Rdeča naslovnica z grbom Queen. | Ameriška izdaja iz leta 1992 (Hollywood Records) Rdeča naslovnica z grbom Queen. |
| Št.                                                                              | Naslov                                                                           | Pisec                                                                            | Dolžina                                                                          |
| -------------------------------------------------------------------------------- | -------------------------------------------------------------------------------- | -------------------------------------------------------------------------------- | -------------------------------------------------------------------------------- |
| 1.                                                                               | „We Will Rock You‟                                                               |                                                                                  | 2:02                                                                             |
| 2.                                                                               | „We Are the Champions‟                                                           |                                                                                  | 3:01                                                                             |
| 3.                                                                               | „Another One Bites the Dust‟                                                     |                                                                                  | 3:37                                                                             |
| 4.                                                                               | „Killer Queen‟                                                                   |                                                                                  | 3:01                                                                             |
| 5.                                                                               | „Somebody to Love‟                                                               |                                                                                  | 4:56                                                                             |
| 6.                                                                               | „Fat Bottomed Girls‟ (LP različica)                                              |                                                                                  | 4:16                                                                             |
| 7.                                                                               | „Bicycle Race‟                                                                   |                                                                                  | 3:02                                                                             |
| 8.                                                                               | „You're My Best Friend‟                                                          |                                                                                  | 2:51                                                                             |
| 9.                                                                               | „Crazy Little Thing Called Love‟                                                 |                                                                                  | 2:43                                                                             |
| 10.                                                                              | „Now I'm Here‟                                                                   |                                                                                  | 4:14                                                                             |
| 11.                                                                              | „Play the Game‟                                                                  |                                                                                  | 3:31                                                                             |
| 12.                                                                              | „Seven Seas of Rhye‟                                                             |                                                                                  | 2:48                                                                             |
| 13.                                                                              | „Body Language‟ (z albuma Hot Space, 1982)                                       | Mercury                                                                          | 4:33                                                                             |
| 14.                                                                              | „Save Me‟                                                                        |                                                                                  | 3:48                                                                             |
| 15.                                                                              | „Don't Stop Me Now‟                                                              |                                                                                  | 3:34                                                                             |
| 16.                                                                              | „Good Old-Fashioned Lover Boy‟                                                   |                                                                                  | 2:55                                                                             |
| 17.                                                                              | „I Want to Break Free‟ (single miks, z albuma The Works, 1984)                   | Deacon                                                                           | 4:22                                                                             |
| Skupna dolžina:                                                                  | Skupna dolžina:                                                                  | Skupna dolžina:                                                                  | 58:43                                                                            |

| Ameriška izdaja iz leta 2004 (Greatest Hits: We Will Rock You) Iste skladbe kot na prvi izdaji iz leta 1981, ki jim sledijo tri dodatne skladbe | Ameriška izdaja iz leta 2004 (Greatest Hits: We Will Rock You) Iste skladbe kot na prvi izdaji iz leta 1981, ki jim sledijo tri dodatne skladbe | Ameriška izdaja iz leta 2004 (Greatest Hits: We Will Rock You) Iste skladbe kot na prvi izdaji iz leta 1981, ki jim sledijo tri dodatne skladbe | Ameriška izdaja iz leta 2004 (Greatest Hits: We Will Rock You) Iste skladbe kot na prvi izdaji iz leta 1981, ki jim sledijo tri dodatne skladbe |
| Št. | Naslov | Pisec | Dolžina |
| --- | --- | --- | --- |
| 18. | „I'm in Love with My Car‟ (single miks, z albuma A Night at the Opera, 1975)                                                                    | Roger Taylor | 3:12 |
| 19. | „Under Pressure‟ (z albuma Queen on Fire - Live at the Bowl, 2004)                                                                              | | 3:39 |
| 20. | „Tie Your Mother Down‟ (z albuma Queen on Fire - Live at the Bowl, 2004)                                                                        | May | 3:52 |
| Skupna dolžina: | Skupna dolžina: | Skupna dolžina: | 69:17 |

| Ponovna japonska izdaja iz leta 2011 | Ponovna japonska izdaja iz leta 2011                                        | Ponovna japonska izdaja iz leta 2011 | Ponovna japonska izdaja iz leta 2011 |
| Št.                                  | Naslov                                                                      | Pisec                                | Dolžina                              |
| ------------------------------------ | --------------------------------------------------------------------------- | ------------------------------------ | ------------------------------------ |
| 18.                                  | „Teo Torriatte (Let Us Cling Together)‟ (Z albuma A Day at the Races, 1976) | May                                  | 5:07                                 |
| Skupna dolžina:                      | Skupna dolžina:                                                             | Skupna dolžina:                      | 63:00                                |

## Uvrstitve na lestvicah
| Lestvica (1981)            | Najvišja uvrstitev |
| -------------------------- | ------------------ |
| Australian Albums Chart    | 2                  |
| Austrian Top 75 Albums     | 1                  |
| Offizielle Deutsche Charts | 1                  |
| Netherlands Top 100 Albums | 1                  |
| New Zealand Top 40 Albums  | 1                  |
| UK Albums Chart            | 1                  |

| Predhodnik: Shaky izvajalca Shakin' Stevens | Številka ena na UK Albums Chart 14. november 1981 – 11. december 1981 | Naslednik: Chart Hits '81, razni izvajalci |